# Jansonella anceps
Jansonella anceps är en skalbaggsart som beskrevs av Oliver Erichson Janson 1875. Jansonella anceps ingår i släktet Jansonella och familjen Cetoniidae. Inga underarter finns listade i Catalogue of Life.